# Laurent McAllister
 (décembre 2017).
Si vous disposez d'ouvrages ou d'articles de référence ou si vous connaissez des sites web de qualité traitant du thème abordé ici, merci de compléter l'article en donnant les références utiles à sa vérifiabilité et en les liant à la section « Notes et références ».
Pour les articles homonymes, voir McAllister.

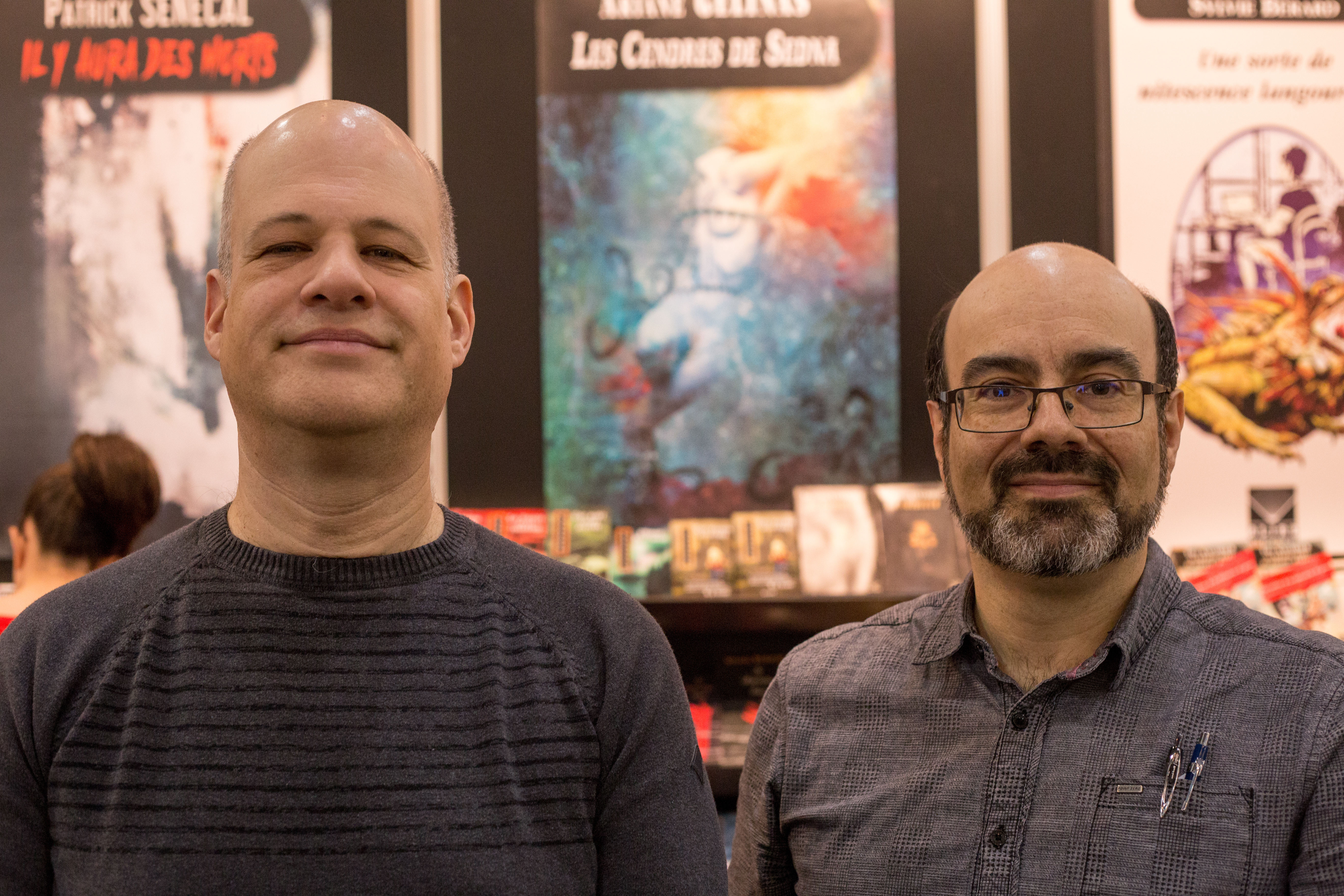
Yves Meynard et Jean-Louis Trudel en 2018

Laurent McAllister est un pseudonyme unissant les plumes d'Yves Meynard et de Jean-Louis Trudel, deux écrivains canadiens spécialisés dans les genres de la science-fiction et de la fantasy.  Sous ce nom sont parus un roman pour adultes, trois romans pour la jeunesse et plusieurs nouvelles.  En 1993, Laurent McAllister était au nombre des finalistes pour le Prix Aurora de la meilleure nouvelle en français.  En 2002, il était un des trois finalistes pour le Grand Prix de la science-fiction et du fantastique québécois et il remportait la même année le Prix Boréal du meilleur livre pour son roman Le Messager des orages.  En 2008, il a remporté le Prix Boréal de la meilleure nouvelle ainsi que le Prix Aurora de la meilleure nouvelle en français pour « Sur la plage des épaves ».

## Œuvres

### Romans
- Le messager des orages, Montréal, Médiaspaul, collection Jeunesse-Pop # 140, 2001
- Sur le chemin des tornades, Montréal, Médiaspaul, collection Jeunesse-Pop # 148, 2003
- Le maître des bourrasques, Montréal, Médiaspaul, collection Jeunesse-Pop # 161, 2006
- Suprématie, Paris, Bragelonne, collection Bragelonne SF, 2009

### Nouvelles
- « Les protocoles du désir », in L'Année de la Science-Fiction et du Fantastique québécois 1988, Québec, Le Passeur, 1989
- « Le pierrot diffracté », in Solaris 99, 1992
- « Le cas du feuilleton De Québec à la Lune, par Veritatus », in Solaris 109, 1994
- « Le pierrot diffracté », in Escales sur Solaris, Hull, Vents d'Ouest, 1995
- « The Case of the Serial De Québec à Lune, by Veritatus », in Arrowdreams, Winnipeg, Nuage Éditions, 1998
- « En sol brûlant », in Forces obscures 2, Pantin, Naturellement, 1999
- « Driftplast », in LC-39 3, 2001
- « En sol brûlant », in Solaris 142, 2002
- « Kapuzine and the Wolf:  A Hortatory Tale », in Witpunk, New York, Four Walls Eight Windows, 2003
- « Un homme seul, avant la Conjonction », in Science-Fiction 2006, Paris, Bragelonne, 2006
- « Kaputsina i Volk », in Vitpank, Moscou, AST, 2007
- « Sur la plage des épaves », in Solaris 164, 2007
- Les Leçons de la cruauté, Québec, Alire, 2009 (recueil)